# Oimiakon
Oimiakon (iacut: Өймөкөөн, Öymököön, pronunciat [øjmøˈkøːn]; rus: Оймяко́н, Oimiakon) és un poble (seló) del nord-est de la República de Sakhà, a l'Extrem Orient de Rússia. Està situat a la riba del riu Indiguirka. El sòl està permanentment glaçat (és permagel).
Oimiakon és conegut com una de les poblacions candidates a ser el Pol de fred de l'Hemisferi Nord, ja que el 26 de gener de 1926, es va registrar una temperatura de -71,2 °C. (tanmateix, aquest fet es pot debatre, ja que la temperatura no va ser mesurada directament sinó obtinguda per extrapolació). És la temperatura més baixa mai registrada en una zona habitada. És a més la menor per a l'Hemisferi nord. Temperatures encara menors han estat registrades en l'Antàrtida (oficialment la menor és -89,2 °C prop de l'Estació Vostok). Tot i així, ha reclamat a l'Organització Meteorològica Mundial que se la considera la població habitada més freda del món, amb el -67,7 °C registrats l'any 1933.
El seu nom en iakut significa «aigua líquida» o «aigua que no es congela», a causa de les aigües termals que ragen en la seva proximitat.
L'escriptor i geògraf d'Oxford Nick Middleton, en la seva sèrie de televisió sobre clima extrem, visita aquest poble i descriu les formes que els seus habitants enfronten el fred extrem i descobreix que Oimiakon jeu entre dues petites cadenes muntanyenques, atrapant l'aire fred entre elles tot l'any, va mesurar la temperatura a la part alta d'aquests turons i va resultar menys freda (observant aquest fenomen quan l'aire estava quiet), el que s'explica perquè l'aire fred és més pesant i cau a la vall per gravetat, encara que el normal és que a major altura l'aire sigui més fred (el contrari seria una inversió tèrmica).

## Clima
Oimiakon és especialment famós pel seu clima; i la gran oscil·lació entre el dia la nit, l'hivern i l'estiu.

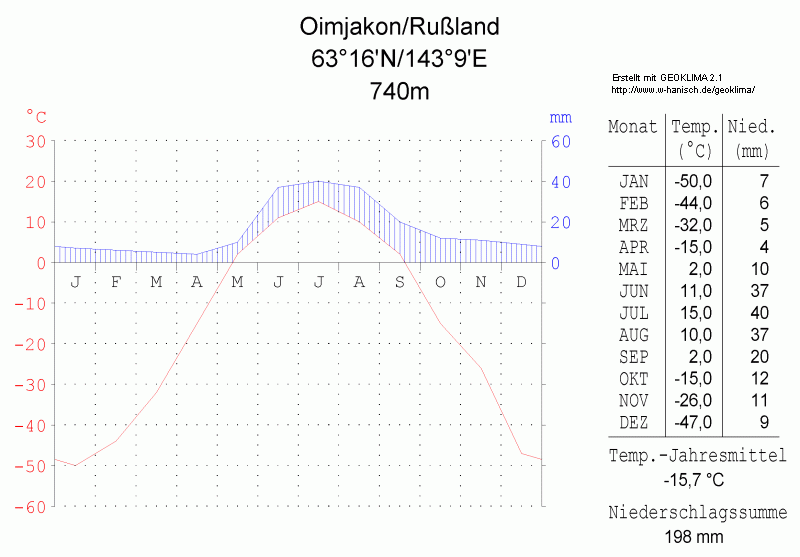
Taula climàtica d'Oimiakon

| Dades climàtiques a Oimiakon (1981-2010), extrems 1891-present         | Dades climàtiques a Oimiakon (1981-2010), extrems 1891-present | Dades climàtiques a Oimiakon (1981-2010), extrems 1891-present | Dades climàtiques a Oimiakon (1981-2010), extrems 1891-present | Dades climàtiques a Oimiakon (1981-2010), extrems 1891-present | Dades climàtiques a Oimiakon (1981-2010), extrems 1891-present | Dades climàtiques a Oimiakon (1981-2010), extrems 1891-present | Dades climàtiques a Oimiakon (1981-2010), extrems 1891-present | Dades climàtiques a Oimiakon (1981-2010), extrems 1891-present | Dades climàtiques a Oimiakon (1981-2010), extrems 1891-present | Dades climàtiques a Oimiakon (1981-2010), extrems 1891-present | Dades climàtiques a Oimiakon (1981-2010), extrems 1891-present | Dades climàtiques a Oimiakon (1981-2010), extrems 1891-present | Dades climàtiques a Oimiakon (1981-2010), extrems 1891-present |
| Mes                                                                    | gen                                                            | febr                                                           | març                                                           | abr                                                            | maig                                                           | juny                                                           | jul                                                            | ag                                                             | set                                                            | oct                                                            | nov                                                            | des                                                            | anual                                                          |
| ---------------------------------------------------------------------- | -------------------------------------------------------------- | -------------------------------------------------------------- | -------------------------------------------------------------- | -------------------------------------------------------------- | -------------------------------------------------------------- | -------------------------------------------------------------- | -------------------------------------------------------------- | -------------------------------------------------------------- | -------------------------------------------------------------- | -------------------------------------------------------------- | -------------------------------------------------------------- | -------------------------------------------------------------- | -------------------------------------------------------------- |
| Màxima rècord °C (°F)                                                  | −16.6 (2.1)                                                    | −12.5 (9.5)                                                    | 2.0 (35.6)                                                     | 11.7 (53.1)                                                    | 26.2 (79.2)                                                    | 31.1 (88)                                                      | 34.6 (94.3)                                                    | 33.1 (91.6)                                                    | 23.7 (74.7)                                                    | 11.0 (51.8)                                                    | −2.1 (28.2)                                                    | −6.5 (20.3)                                                    | 34.6 (94.3)                                                    |
| Màxima mitjana °C (°F)                                                 | −42.5 (−44.5)                                                  | −35.4 (−31.7)                                                  | −20.8 (−5.4)                                                   | −3.7 (25.3)                                                    | 9.1 (48.4)                                                     | 20.0 (68)                                                      | 22.7 (72.9)                                                    | 18.2 (64.8)                                                    | 8.9 (48)                                                       | −9.2 (15.4)                                                    | −30.7 (−23.3)                                                  | −42 (−44)                                                      | −8.8 (16.2)                                                    |
| Mitjana diària °C (°F)                                                 | −46.4 (−51.5)                                                  | −42 (−44)                                                      | −31.2 (−24.2)                                                  | −13.6 (7.5)                                                    | 2.7 (36.9)                                                     | 12.6 (54.7)                                                    | 14.9 (58.8)                                                    | 10.3 (50.5)                                                    | 2.3 (36.1)                                                     | −14.8 (5.4)                                                    | −35.2 (−31.4)                                                  | −45.5 (−49.9)                                                  | −15.5 (4.1)                                                    |
| Mínima mitjana °C (°F)                                                 | −50 (−58)                                                      | −47.3 (−53.1)                                                  | −40 (−40)                                                      | −23.9 (−11)                                                    | −4.7 (23.5)                                                    | 4.0 (39.2)                                                     | 6.2 (43.2)                                                     | 2.6 (36.7)                                                     | −3.7 (25.3)                                                    | −20.4 (−4.7)                                                   | −39.3 (−38.7)                                                  | −48.8 (−55.8)                                                  | −22.1 (−7.8)                                                   |
| Mínima rècord °C (°F)                                                  | −65.4 (−85.7)                                                  | −67.7 (−89.9)                                                  | −60.6 (−77.1)                                                  | −46.4 (−51.5)                                                  | −28.9 (−20)                                                    | −9.7 (14.5)                                                    | −9.3 (15.3)                                                    | −17.1 (1.2)                                                    | −25.3 (−13.5)                                                  | −47.6 (−53.7)                                                  | −58.5 (−73.3)                                                  | −62.8 (−81)                                                    | −67.7 (−89.9)                                                  |
| Precipitació mitjana mm (polzades)                                     | 6 (0.24)                                                       | 7 (0.28)                                                       | 5 (0.2)                                                        | 6 (0.24)                                                       | 13 (0.51)                                                      | 34 (1.34)                                                      | 45 (1.77)                                                      | 39 (1.54)                                                      | 23 (0.91)                                                      | 14 (0.55)                                                      | 12 (0.47)                                                      | 8 (0.31)                                                       | 215 (8.46)                                                     |
| Mitjana de dies de precipitació (≥ 1.0 mm)                             | 3.0                                                            | 2.6                                                            | 1.4                                                            | 1.8                                                            | 3.2                                                            | 6.6                                                            | 8.7                                                            | 7.7                                                            | 5.1                                                            | 4.9                                                            | 4.0                                                            | 3.0                                                            | 52.0                                                           |
| Mitjana de dies de pluja                                               | 0                                                              | 0                                                              | 0                                                              | 0                                                              | 10                                                             | 17                                                             | 17                                                             | 18                                                             | 13                                                             | 1                                                              | 0                                                              | 0                                                              | 76                                                             |
| Mitjana de dies de neu                                                 | 23                                                             | 23                                                             | 16                                                             | 10                                                             | 9                                                              | 1                                                              | 0                                                              | 0                                                              | 9                                                              | 21                                                             | 23                                                             | 20                                                             | 156                                                            |
| Humitat relativa mitjana (%)                                           | 75                                                             | 74                                                             | 72                                                             | 68                                                             | 60                                                             | 59                                                             | 65                                                             | 70                                                             | 73                                                             | 79                                                             | 77                                                             | 74                                                             | 71                                                             |
| Mitjana mensual d'hores de sol                                         | 28                                                             | 118                                                            | 244                                                            | 284                                                            | 282                                                            | 304                                                            | 298                                                            | 236                                                            | 151                                                            | 113                                                            | 58                                                             | 13                                                             | 2.129                                                          |
| Font #1: Погода и Климат,mínima rècord de genermínima rècord de febrer |                                                                |                                                                |                                                                |                                                                |                                                                |                                                                |                                                                |                                                                |                                                                |                                                                |                                                                |                                                                |                                                                |
| Font #2: NOAA (hores de sol i dies de precipitació)                    |                                                                |                                                                |                                                                |                                                                |                                                                |                                                                |                                                                |                                                                |                                                                |                                                                |                                                                |                                                                |                                                                |